# Via Cava

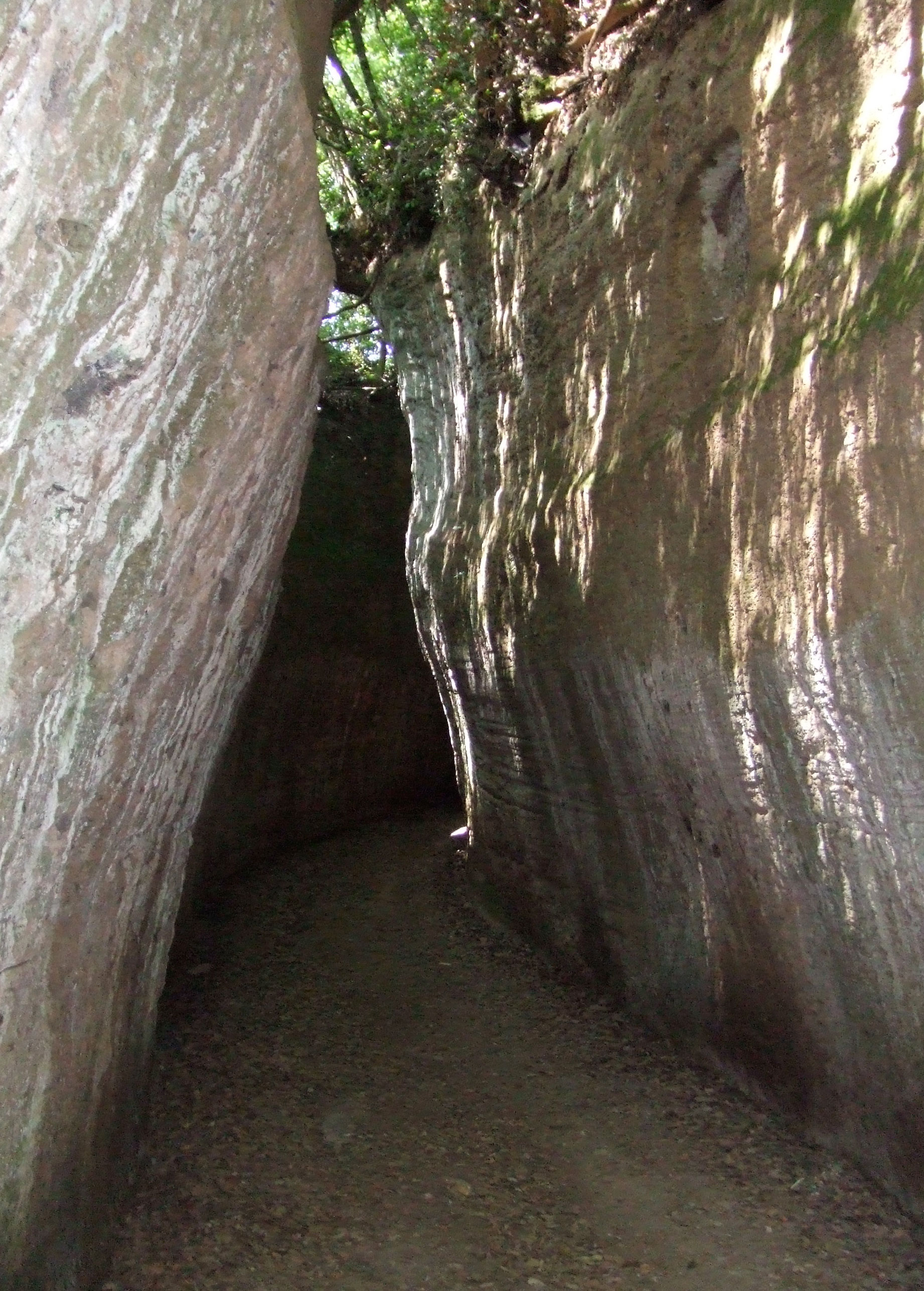
Via Cava près de la Tomba Ildebranda.

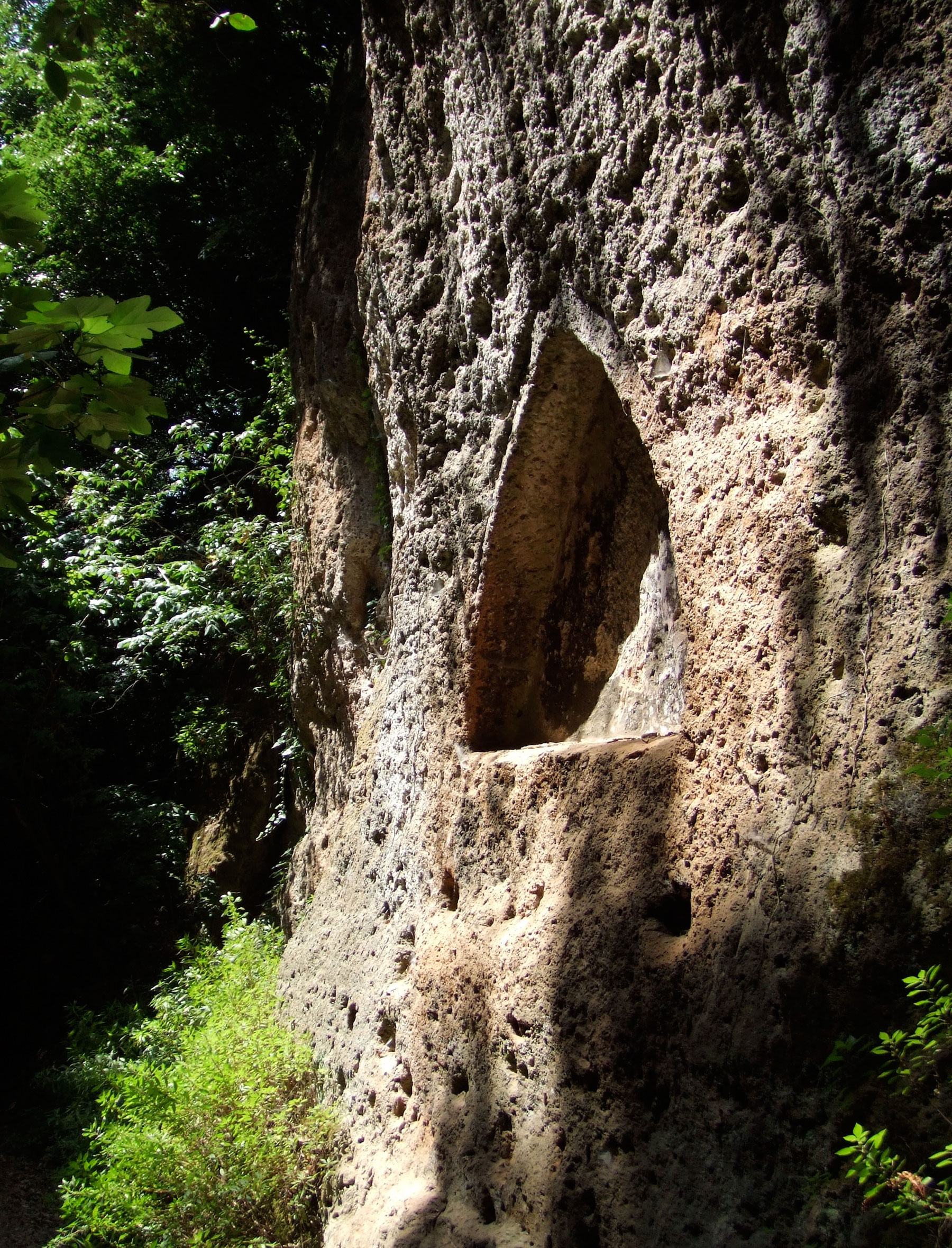
Niche de l'époque chrétienne.

La  Via Cava (au pluriel en italien : Vie Cave,  nommées aussi  Cavoni),  est le nom donné à des chemins d'origine étrusque, profondes et étroites tranchées taillées dans le tuf des collines. Leur profondeur par rapport au sol naturel peut atteindre, en certains endroits, une quinzaine de mètres. Une vingtaine d'entre elles relient les sites des nécropoles étrusques de Sorano, Sovana, Cerveteri et Pitigliano. Il s'agit d'aménagements typiques et uniques caractéristiques de l'Area del Tufo en  Toscane.

## Lieux
Sovana : trois serpentant entre les tombes du site principal, une près de la Tomba della Sirena.
Sorano : Vie Cave de San Rocco, de San Valentino et des Case Rocchi.
Pitigliano  : Vie Cave del Pantano, del Gradone, della Madonna delle Grazie, di Fratenuti, di San Giuseppe, dell’Annunziata, di Cancelli, di Sovana et de Poggio Cane.
Cosa étrusque :  Spacco della regina
À l'époque de la Rome antique,  elles firent partie de la Via Clodia qui reliait Rome à Saturnia, traversant Tuscania, connectée à la Via Cassia du territoire du Latium.
Utilisées depuis le Moyen Âge par les bergers, certaines (Sovana) gardent des traces de niches à ogive destinées à des figures de la religion chrétienne.